# 国家記銘院
国家記銘院（こっかきめいいん、ポーランド語: Instytut Pamięci Narodowej）とは、1998年12月18日制定の「国家記銘院法」に則って設立されたポーランドの公共機関。略称IPN。国家記憶院、国民記憶院とも訳される。

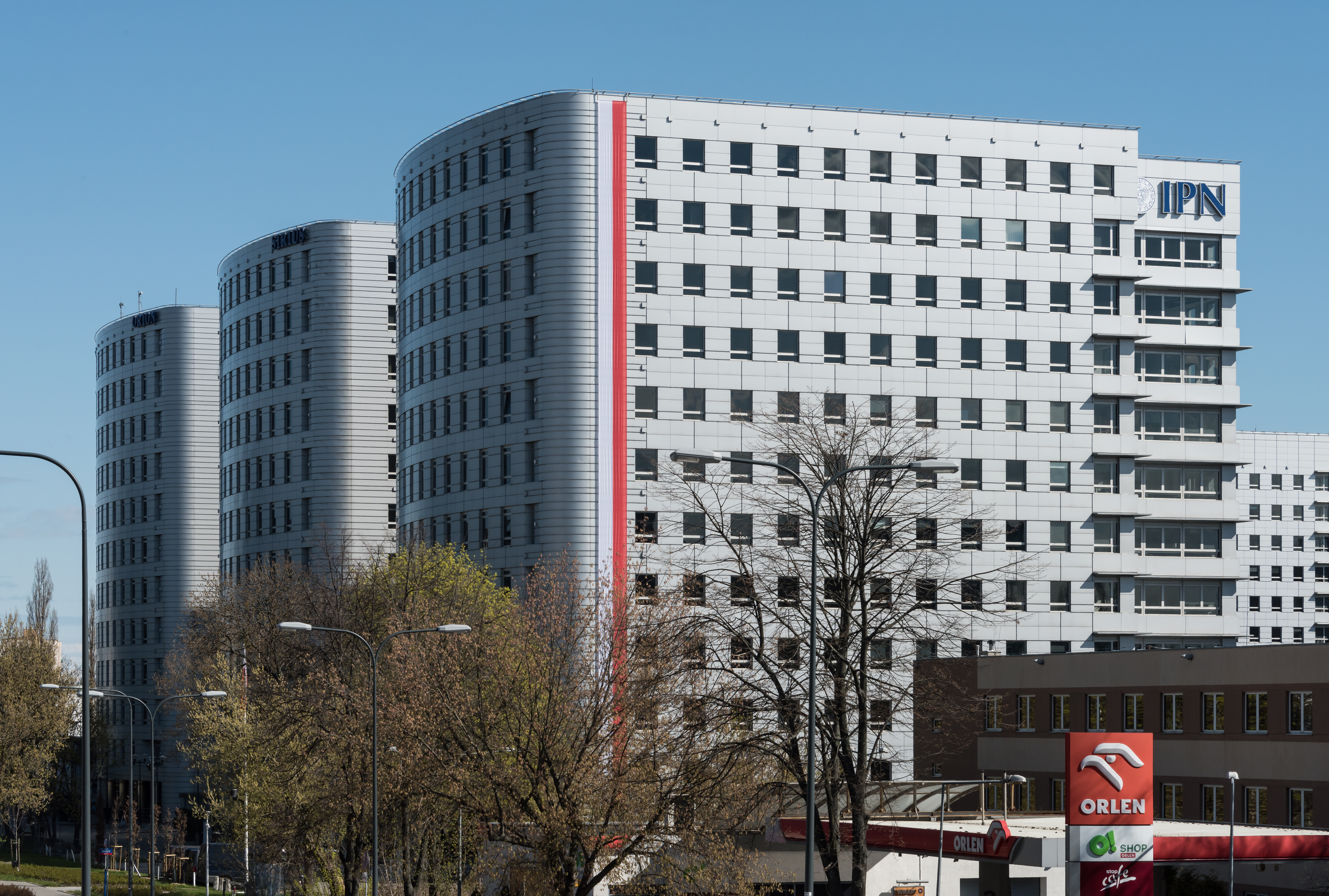
国家記銘院の議席」

国家記銘院の主目的はナチスと共産主義に関する犯罪の調査、資料の管理、資料の一般公開、犯罪者の告発、教育活動である。特に1944年から1989年までの共産政権時代に、秘密警察を含む政権側が国民に対して犯した抑圧･弾圧行為に焦点を当てている。
初代総裁はレオン・キェレス (Leon Kieres) で、ポーランド下院によって選任され、2000年6月30日より約5年半の任期を務めた。第2代総裁はヤヌシュ・クルティカ (Janusz Kurtyka) で、2005年11月29日に就任したが、在任中の2010年4月10日にポーランド空軍Tu-154墜落事故で死亡した。第3代総裁には2010年4月11日にフランツィシェク・グリチューク博士(Franciszek Gryciuk)が就任した（6月にポーランド下院が就任を承諾した）。
国家記銘院は大きく分けて次の4つに分けられる：
- ポーランド国民に対する犯罪を告発する特別権限を行使する主要委員会 (Główna Komisja Ścigania Zbrodni Przeciwko Narodowi Polskiemu)
- 書類を準備し保管する事務局 (Biuro Udostępniania i Archiwizacji Dokumentów)
- 一般向け教育の事務局 (Biuro Edukacji Publicznej)
- 特定専門部会

国家記銘院による調査のうち最も広範囲にわたるものにはイェドヴァブネ事件やサロモン・モレル事件などがある。